# JpicEdt
jPicEdt est un logiciel libre de dessin vectoriel qui permet de créer du code LaTeX.
jPicEdt est entièrement développé en Java et donc multiplateforme.
Le code LaTeX est créé dans l'un des trois formats suivants :
- LaTeX de base, utilisant l'environnement picture, ou
- LaTeX avec le paquetage d'extension epic et eepic, ou
- LaTeX avec PSTricks.

Le dessin est codé dans un format propre à jPicEdt qui apparaît en XML dans des commentaires du fichier LaTeX généré.
jPicEdt est facilement extensible et personnalisable à l'aide de scripts BeanShell.